# Robin Day
Robin Day, född 25 maj 1915 i High Wycombe, död 9 november 2010, var en brittisk möbelformgivare och designer. Han var gift med Lucienne Day.
Robin Day vann 1948 en tävling i lågprismöbeldesign för Museum of Modern Art i New York och startade samma år en designbyrå tillsammans med sin hustru. Han ritade tidigt stolar i plywood. Åren 1962–1963 skapade han den mycket spridda stolen Polycrop eller Polypropylene Chair som bland annat licenstillverkades av Overman i Tranås. Day formgav även radio- och TV-apparater, gjorde flygplansritningar med mera.